# Comalchica
Comalchica  är en ort i Mexiko, tillhörande kommunen Valle de Chalco Solidaridad i delstaten Mexiko. Comalchica ligger i den centrala delen av landet och tillhör Mexico Citys storstadsområde. Orten hade 109 invånare vid folkräkningen 2010.